# Taurus World Stunt Awards
Taurus World Stunt Awards er en årlig prisoverrækkelse, der afholdes halvvejs gennem året for at ære stuntmænd i filmindustrien. Den afholdes Los Angeles. Den førtse ceremoni foregik i 2001, og den blev skabet af Dietrich Mateschitz, der grundlagde Red Bull.

## Taurus Lifetime Achievement Award
- 2001: Hal Needham
- 2002: Buddy Van Horn
- 2003: Terry Leonard
- 2004: Ronnie Rondell Jr.
- 2005: Vic Armstrong
- 2007: Jeannie Epper
- 2010: Jophery C. Brown
- 2011: Loren Janes
- 2012: Glenn R. Wilder
- 2013: David R. Ellis
- 2014: Buddy Joe Hooker
- 2015: Gary Combs
- 2016: Andy Armstrong
- 2017: Gene LeBell
- 2018: Charlie Picerni
- 2019: Billy Burton

## 2001
Film i alfabetisk rækkefølge
- The Cell (2000)
  - Best high work
- Charlie's Angels (2000)
  - Best aerial work
  - Best speciality stunt
- Gladiator (2000)
  - Best fight
  - Best work with an animal
- Gone in 60 Seconds (2000)
  - Best driving
- Hollow Man (2000)
  - Best fire
- Me, Myself & Irene (2000)
  - Best work with a vehicle
- Mission: Impossible 2 (2000)
  - Best stunt coordination – feature film
  - Best stunt coorindation - sequence
- The Perfect Storm (2000)
  - Best water work

## 2002
Film i alfabetisk rækkefølge
- Behind Enemy Lines (2001)
  - Best aerial work
- The Fast and the Furious (2001)
  - Best driving
  - Best overall stunt by a stunt man
  - Best overall stunt by a stunt woman
  - Best stunt coordination – feature film
  - Best work with a vehicle
- Jurassic Park III (2001)
  - Best water work
- A Knight's Tale (2001)
  - Hardest hit
  - Best work with an animal
- The Last Castle (2001)
  - Best fire
- Pearl Harbor (2001)
  - Best stunt coorindation - sequence
- Rush Hour 2 (2001)
  - Best fight
  - Best high work
  - Best speciality stunt

## 2003
Film i alfabetisk rækkefølge
- Blade II (2002)
  - Best fight
- The Bourne Identity (2002)
  - Best work with a vehicle
- Die Another Day (2002)
  - Best overall stunt by a stunt woman
- Minority Report (2002)
  - Best high work
- Red Dragon (2002)
  - Best fire
- Windtalkers (2002)
  - Best fire
- XXX (2002)
  - Best overall stunt by a stunt man
  - Best speciality stunt
  - Best stunt coordinator and/or 2nd unit director

Bedste action i en ikke-amerikansk film
- Wilde Engel (de) (Tyskland, 2002)

## 2004
Film i alfabetisk rækkefølge
- Bad Boys II (2003)
  - Best stunt coordinator and/or 2nd unit director
  - Best work with a vehicle
- The Italian Job (2003)
  - Best speciality stunt
- The Last Samurai (2003)
  - Best fire
- The Matrix Reloaded (2003)
  - Best overall stunt by a stunt woman
- Pirates of the Caribbean: The Curse of the Black Pearl (2003)
  - Best fight
- The Rundown (2003)
  - Best high work
  - Best overall stunt by a stunt man

Bedste action i en ikke-amerikansk film
- Alarm für Cobra 11 – Einsatz für Team 2 (de) (Tysk tv-serie, 2003-2005)

## 2005
Film i alfabetisk rækkefølge
- The Bourne Supremacy (2004)
  - Best stunt coordinator and/or 2nd unit director
  - Best work with a vehicle
- Kill Bill: Volume 2 (2004)
  - Best fight
  - Best overall stunt by a stunt woman
- The Punisher (2004)
  - Best fire
- Spider-Man 2 (2004)
  - Best overall stunt by a stunt man
- Starsky & Hutch (2004)
  - Best high work
- Taxi (2004)
  - Best speciality stunt

Bedste action i en ikke-amerikansk film
- Der Clown (film fra 2005) (fr) (Tyskland, 2005)

## 2006
–

## 2007
Film i alfabetisk rækkefølge
- Casino Royale (2006)
  - Best high work
  - Best stunt coordinator and/or 2nd unit director
- Crank (2006)
  - Best speciality stunt
- Letters from Iwo Jima (2006)
  - Best fire
- Pirates of the Caribbean: Dead Man's Chest (2006)
  - Best fight
- Superman Returns (2006)
  - Best overall stunt by a stunt woman
- Talladega Nights: The Ballad of Ricky Bobby (2006)
  - Best work with a vehicle
- You, Me and Dupree (2006)
  - Hardest hit

Bedste action i en ikke-amerikansk film
- Alarm für Cobra 11 - Die Autobahnpolizei (Tysk tv-serie, sendt siden 1996)

## 2008
Film i alfabetisk rækkefølge
- 300 (2006)
  - Best fight
- American Gangster (2007)
  - Best fire
- The Bourne Ultimatum (2007)
  - Best high work
  - Best work with a vehicle
- Grindhouse (2007)
  - Best overall stunt by a stunt woman
- Hot Rod (2007)
  - Hardest hit
- Live Free or Die Hard (2007)
  - Best stunt coordinator and/or 2nd unit director
- Seraphim Falls (2006)
  - Best speciality stunt

Bedste action i en ikke-amerikansk film
- Flash Point (Hong Kong, 2007)

## 2009
Film i alfabetisk rækkefølge
- The Dark Knight (2008)
  - Best fight
  - Best high work
  - Best speciality stunt
  - Best stunt coordinator and/or 2nd unit director
  - Best work with a vehicle
- Iron Man (2008)
  - Best fire
  - Hardest hit
- Wanted (2008)
  - Best overall stunt by a stunt woman

Bedste action i en ikke-amerikansk film
- Alarm für Cobra 11 - Die Autobahnpolizei (tysk tv-serie, siden 1996)

## 2010
Film i alfabetisk rækkefølge
- Fast & Furious (2009)
  - Best stunt coordinator and/or 2nd unit director
  - Best work with a vehicle
- I Love You, Beth Cooper (2009)
  - Hardest hit
- Ninja Assassin (2009)
  - Best fight
- Obsessed (2009)
  - Best overall stunt by a stunt woman
- Push (2009)
  - Best high work
- Sherlock Holmes (2009)
  - Best fire
- Terminator Salvation (2009)
  - Best speciality stunt

Bedste action i en ikke-amerikansk film
- Interceptor (2009 film) (ru) (Rusland, 2009)

## 2011
Film i alfabetisk rækkefølge
- The A-Team (2010)
  - Hardest hit
- Date Night (2010)
  - Best work with a vehicle
- The Expendables (2010)
  - Best fire
- Inception (2010)
  - Best fight
  - Best stunt coordinator and/or 2nd unit director
- Predators (2010)
  - Best high work
  - Best speciality stunt
- Salt (2010)
  - Best overall stunt by a stunt woman

Bedste action i en ikke-amerikansk film
- Alarm für Cobra 11 - Die Autobahnpolizei (tysk tv-serie, sendt siden 1996)

## 2012
Film i alfabetisk rækkefølge
- Fast Five (2011)
  - Best fight
  - Best high work
  - Best stunt coordinator and/or 2nd unit director
  - Best work with a vehicle
- Fright Night (2011)
  - Best fire
- Mission: Impossible – Ghost Protocol (2011)
  - Hardest hit
- Thor (2011)
  - Best overall stunt by a stunt woman
- Transformers: Dark of the Moon (2011)
  - Best speciality stunt

Bedste action i en ikke-amerikansk film
- Alarm für Cobra 11 - Die Autobahnpolizei (Tysk tv-serie, sendt siden 1996)

## 2013
Film i alfabetisk rækkefølge
- The Avengers (2012)
  - Best fight
  - Hardest hit
  - Best high work
  - Best overall stunt by a stunt woman
- The Dark Knight Rises (2012)
  - Best speciality stunt
  - Best stunt rigging
- Skyfall (2012)
  - Best stunt coordinator and/or 2nd unit director
  - Best work with a vehicle

Bedste action i en ikke-amerikansk
- Alarm für Cobra 11 - Die Autobahnpolizei (Tysk tv-serie, sendt siden 1996)

## 2014
Film i alfabetisk rækkefølge
- Fast & Furious 6 (2013)
  - Best fight
  - Best stunt coordinator and/or 2nd unit director
- A Good Day to Die Hard (2013)
  - Best work with a vehicle
- Identity Thief (2013)
  - Best overall stunt by a stunt woman
- Iron Man 3 (2013)
  - Best high work
  - Best speciality stunt
  - Best stunt rigging
- Lone Survivor (2013)
  - Hardest hit

Bedste action i en ikke-amerikansk film
- Stalingrad (Rusland, 2013)

## 2015
Film i alfabetisk rækkefølge
- 22 Jump Street (2014)
  - Best high work
- Captain America: The Winter Soldier (2014)
  - Hardest hit
  - Best stunt coordinator and/or 2nd unit director
  - Best stunt rigging
- Fury (2014)
  - Best speciality stunt
- John Wick (2014)
  - Best fight
- Need for Speed (2014)
  - Best work with a vehicle
- X-Men: Days of Future Past (2014)
  - Best overall stunt by a stunt woman

Bedste action i en ikke-amerikansk film
- Alarm für Cobra 11 - Die Autobahnpolizei (Tysk tv-serie, sendt siden 1996)

## 2016
Film i alfabetisk rækkefølge
- Furious 7 (2015)
  - Best overall stunt by a stunt woman
  - Best work with a vehicle
- Jupiter Ascending (2015)
  - Best high work
- Kingsman: The Secret Service (2014)
  - Best fight
- Mad Max: Fury Road (2015)
  - Best speciality stunt
  - Best stunt coordinator and/or 2nd unit director
  - Best stunt rigging
- Mission: Impossible - Rogue Nation (2015)
  - Hardest hit

Bedste action i en ikke-amerikansk film
- The Medal (Russisk tv-miniserie, 2015/16)

## 2017
Film i alfabetisk rækkefølge
- Captain America: Civil War (2016)
  - Hardest hit
  - Best high work
  - Best overall stunt by a stunt woman
  - Best stunt rigging
- Jason Bourne (2016)
  - Best work with a vehicle
- Hacksaw Ridge (2016)
  - Best fight
  - Best speciality stunt
  - Best stunt coordinator and/or 2nd unit director

Bedste action i en ikke-amerikansk film
- Alarm für Cobra 11 - Die Autobahnpolizei (Tysk tv-serie, sendt siden 1996)

## 2018
Film i alfabetisk rækkefølge
- Atomic Blonde (2017)
  - Best fight
  - Best high work
- Baby Driver (2017)
  - Best work with a vehicle
- Dunkirk (2017)
  - Best speciality stunt
- Kidnap (2017)
  - Hardest hit
- Pirates of the Caribbean: Salazar's Hævn (2017)
  - Best stunt rigging
- Wonder Woman (2017)
  - Best overall stunt by a stunt woman
  - Best stunt coordinator and/or 2nd unit director

Bedste action i en ikke-amerikansk film
- Wolf Warrior 2 (China, 2017)

## 2019
Film i alfabetisk rækkefølge
- Ant-Man and the Wasp (2018)
  - Best fight
- Aquaman (2018)
  - Best overall stunt by a stunt woman
- Black Panther (2018)
  - Best high work
- Deadpool 2 (2018)
  - Best speciality stunt
  - Hardest hit
- Mission: Impossible – Fallout (2018)
  - Best stunt rigging
  - Best stunt coordinator and/or 2nd unit director
- Venom (2018)
  - Best work with a vehicle

Bedste action i en ikke-amerikansk film
- Taxi 5 (France, 2017)